# Đường Rama I

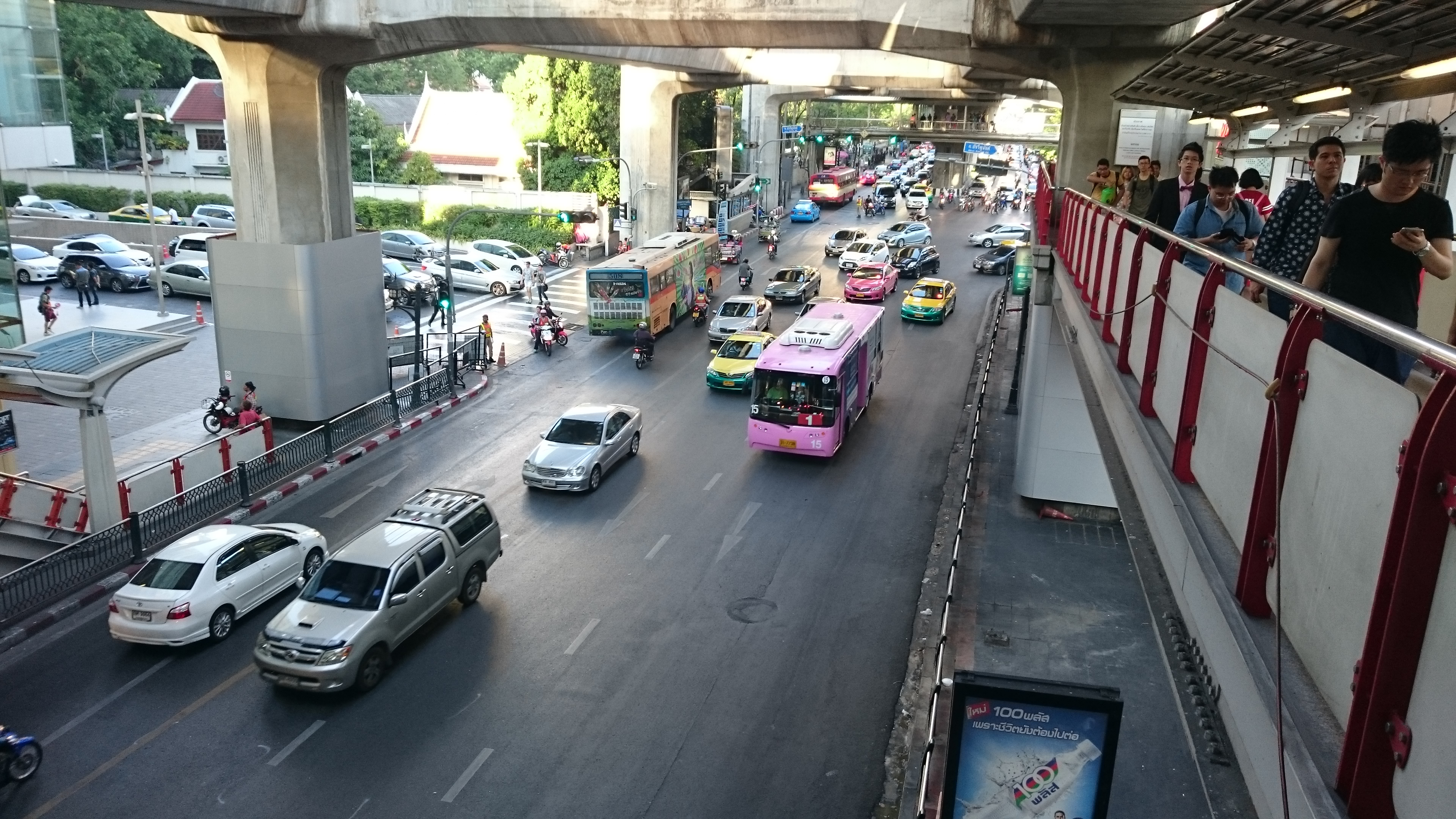
Cảnh quang đường Rama I từ lối đi bộ Ga Siam BTS gần Nút giao Chaloem Phao.

Đường Rama I (tiếng Thái: ถนนพระรามที่ 1, RTGS: Thanon Phra Ram Thi Nueng; thường được rút gọn thành ถนนพระราม 1) là một con đường ở Băng Cốc. Nó bắt đầu từ điểm kết thúc của Đường Bamrung Mueang nơi giao nhau với đường Krung Kasem tại ranh giới giữa hai quận Pom Prap Sattru Phai và Pathum Wan. Từ vị trí này, nó băng qua cầu Kasat Suek, còn gọi là cầu Yotse, phía bên trên Khlong Phadung Krung Kasem. Đi thẳng về phía Đông, nó kết thúc tại nút giao Ratchaprasong, ngã tư đường Ratchadamri, Rama I và đường Phloen Chit. Tổng chiều dài đoạn đường là 2,8 kilômét (1,7 mi).
Đường Rama I đi ngang khu vực trung tâm mua sắm Siam, và nhiều trung tâm thương mại khác như MBK Center, Siam Discovery, Siam Paragon, và Siam Square. Một vài địa điểm nổi khác nằm trên đường bao gồm Jim Thompson House, Trung tâm Văn hóa và Nghệ thuật Bangkok, Scala Cinema, và chùa Phật giáo Wat Pathum Wanaram.

## Lịch sử
Ban đầu, nó được đặt tên là đường Pathum Wan như tên quận Pathum Wan. Sau đó, vua Vajiravudh đổi tên thành đường "Rama I" để tưởng niệm vua Phutthayotfa Chulalok, còn được gọi là vua Rama I, người đã thành lập Vương quốc Rattanakosin (Thái Lan ngày nay) và là vị vua đầu tiên của triều đại trị vì Vương triều Chakri. Việc đổi tên bao gồm một niềm tin phổ biến rằng vua Rama I tại thời điểm đó là vị vua Taksin, đã từng sử dụng con đường này để tiến vào nội thành sau khi trở về từ chiến tranh.